# Gervasio Núñez
Gervasio Daniel Núñez (Formosa, 29 gennaio 1988) è un calciatore argentino, centrocampista del San Martín (F).

## Carriera
Segna il primo gol con il Rosario Central il 29 ottobre 2008 nella vittoria casalinga per 3-0 contro il Gimnasia (J). Segna l'ultimo gol con il Rosario Central l'8 marzo 2010 nel pareggio fuori casa per 1-1 contro il Gimnasia La Plata. Gioca la sua ultima partita nel Rosario il 23 maggio 2010 nella sconfitta casalinga per 0-3 contro l'All Boys.
Debutta con il Quilmes il 7 agosto 2010 nel pareggio casalingo per 1-1 contro il Colón.
Il 1º luglio si trasferisce al Wisła Cracovia in prestito dal Quilmes. Debutta con i nuovi compagni il 19 luglio 2011 nella vittoria casalinga per 2-0 ai preliminari di Champions contro lo Skonto, subentrando al 75' a Radosław Sobolewski. Debutta in Ekstraklasa il 30 luglio 2011 nel pareggio fuori casa per 1-1 contro il Widzew Łódź.
Il 20 ottobre 2011, durante un incontro di Europa League contro il Fulham ha finto un infortunio per ottenere l'espulsione di Moussa Dembélé. Dopo aver calciato il giocatore è stato spinto sulla spalla, ma è crollato a terra portandosi le mani sul volto. Gioca l'ultima partita con il Wisła il 6 maggio 2012 nella sconfitta casalinga di misura, 1-0, contro lo Śląsk Breslavia.